# Madonna van Kiev
De Madonna van Kiev is een symbolische foto van een vrouw die haar kind de borst geeft. Zij zocht een schuilplaats in de metro van Kiev om hen te beschermen tijdens het bombardement van de Oekraïense hoofdstad Kiev in 2022 door het leger van de Russische Federatie. De foto door journalist András Földes is populair geworden op internet. Het is een symbool geworden van zowel een humanitaire crisis als een onrechtvaardige oorlog. De foto vormde de inspiratie voor een icoon dat in de katholieke kerk van Mugnano di Napoli in Italië wordt vertoond en is een artistiek symbool van verzet en hoop.

## Geschiedenis
Tijdens het begin van de Russische invasie van Oekraïne was 27-jarige Tetyana Blizniak haar drie-maand-oude dochter Marichka aan het borstvoeden en toevlucht aan het zoeken in de tunnels van de metro van Kiev om zichzelf en haar kind te beschermen tegen de aanvallen die deel uitmaakten van de bombardementen van de stad Kiev door het Russische leger. Dit trok de aandacht van Hongaarse journalist András Földes en hij filmde het. Tetyana Blizniak vluchtte vanaf 25 februari 2022 samen met haar man en kind naar de metro. Hoewel ze op 26 februari zouden worden geëvacueerd, konden ze vanwege de bombardementen voorlopig niet uit de tunnel ontsnappen waarin ze schuilden. Het filmpje ging viraal en werd zelfs gedeeld door de officiële website van de Paus. De Oekraïense kunstenaar Marina Solomennykova uit Dnipro was één van de mensen die de foto zag. Ze gebruikte het iconische beeld van deze vrouw als basis van haar portret van Maria die haar baby voedt. Op de foto wordt de hoofdoek van een Oekraïense vrouw gebruikt als sluier van Maria, en haar hoofd wordt afgebeeld bij de kaart van de metro van Kiev. Op 5 maart 2022 plaatste Marina Solomennyovka het door haar zelf gemaakte portret op het internet.
Op aanvrag van priester Vyacheslav Okun werd een kopie van het portret "Madonna van Kievt" naar Italië gestuurd om te worden bewaard op de plaats waar de priester zal dienen. Op Witte Donderdag, een Christelijke feestdag, wijdde de aartsbisschop van Napels het schilderij in als een voorwerp van aanbidding. Het icoon werd tentoongesteld in de kerk van het Heilig Hart van Jezus, met de bijnaam "Madonna van Kiev", gelegen in de gemeente Mugnano di Napoli te Italië. Het kunstwerk werd op 25 maart 2022 heilig verklaard door paus Franciscus
Tetyana Blizniak vluchtte later naar Lviv .

## Betekenis
De foto is een symbool geworden van zowel de humanitaire crisis als van de onrechtvaardige oorlog en een symbool van hoop en verzet door de Oekraïense bevolking. Het portret die op zijn beurt de moeder van Jezus van Nazareth die voor het gevaar van Herodes de Grote vluchtte wordt gezien als symbool van de moderne versie van Maria (Christelijke figuur) die van de oorlog vlucht en haar baby voedt zoals hij. De Kievse Maagd was ook al langer populair om haar rol in de Oekraïense geschiedenis en nationale identiteit. Tijdens het Sovjettijdperk werd het icoon gebruikt als een symbool van Oekraïens nationalisme en verzet tegen de overheersing door de Soviet-unie. Het wordt beschouwd als een culturele schat en een symbool van de Oekraïense identiteit en erfgoed.

## Referentielijst
1. 1 2 3  (ro) Toma, Mihai, "Madona din Kiev". Poza cu o ucraineancă alăptându-și copilul într-un adăpost de la metrou, ajunsă icoană într-o biserică din Italia (30 april 2022). Gearchiveerd op 1 maart 2023.
2. 1 2  (ro) Marcu, Nina, "Madona del Metro la Napoli", Ziarul Puterea, 25 april 2022. Gearchiveerd op 4 maart 2023.
3. ↑  Ukrainian mother breastfeeding during war becomes Marian icon. Aleteia. Gearchiveerd op 1 maart 2023.
4. ↑  "Madonna of Kyiv" icon depicted in one of the churches of Naples. risu.ua. Gearchiveerd op 1 maart 2023.
5. 1 2  Our Lady of Kiev: Ukrainian nursing woman becomes a symbol of worship. Gearchiveerd op 1 maart 2023.
6. ↑  Melnyczuk, Askold, With Madonna in Kyiv. agnionline.bu.edu. Gearchiveerd op 25 maart 2023.
7. ↑  Alla Nedashkivska, Art and Culture of Ukraine: Contemporary Scholarship, (CIUS Press, 2012)
8. ↑  Orest Subtelny, Ukraine: A History, (University of Toronto Press, 2009)